# Terror Branco (Hungria)

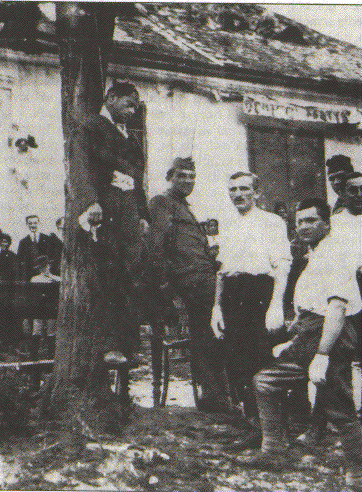
Uma vítima do Terror Branco

Terror Branco na Hungria foi um período de dois anos (1919-1921) de violência repressiva por soldados contrarrevolucionários, com a intenção de esmagar qualquer vestígio do breve regime comunista na Hungria. Muitas das vítimas do Terror Branco eram judeus. 

## Antecedentes
No final da Primeira Guerra Mundial, a configuração política do Estado húngaro foi forçada a uma mudança rápida e radical. O Império Austro-Húngaro, do qual a Hungria tinha sido um membro poderoso, entrou em colapso. As potências da Entente vitoriosas tomaram medidas para estabelecer regiões fronteiriças etnicamente mistas da Hungria e as conceder ao Reino dos Sérvios, Croatas e Eslovenos, a Checoslováquia e a Romênia –  esforços que fariam a Hungria perder dois terços de sua superfície terrestre e um terço dos seus cidadãos de língua húngara. Estas perdas, juntamente com a turbulência sócio-econômica do pós-guerra catalisaram profundos sentimentos de humilhação e ressentimento entre muitos húngaros. 
Neste ambiente volátil, os esforços incipientes do país a uma democracia moderna falharam. Em março de 1919, um grupo comunista aproveitou a instabilidade política, tomou o poder e proclamou a República Soviética Húngara. Embora tenha sido ostensivamente liderada por uma coalizão social-democrata-comunista, foi controlada por trás dos bastidores pelo líder comunista de Béla Kun.  O regime de Kun durou menos de quatro meses. A nação foi abalada pelos agentes criminosos dos comunistas e gangues de arruaceiros itinerantes que intimidavam e assassinaram seus opositores no que veio a ser conhecido como o Terror Vermelho. Este tipo de violência interna vingativa era novidade para a Hungria, e de qualquer modo a popularidade do regime de Kun havia despencado. O novo governo tentou manter a Eslováquia e a Transilvânia – mas essas medidas apenas trouxeram uma contra-invasão por tropas romenas, que chegariam a Budapeste em agosto de 1919. Kun e seus companheiros comunistas fugiram; o regime comunista na Hungria não  mais existia.
O Terror Branco esteve ideologicamente enraizado na Szeged Idea, descrito por Randolph L. Braham como "um amálgama nebuloso de pontos de vista político-propagandísticos cujos temas centrais incluíram a luta contra o bolchevismo, a promoção do antissemitismo, o nacionalismo chauvinista e o revisionismo — uma ideia que antecedeu tanto o fascismo italiano como o nazismo alemão". 

## Primeira fase (1919)
No sul do país, um governo alternativo foi formado para substituir o regime comunista falhado. Liderando o braço armado deste novo governo estava o almirante Miklós Horthy, anteriormente almirante da Marinha Austro-Húngara. 
Horthy nomeou sua nova força do Exército Nacional. Entre os oficiais que responderam a solicitação de Horthy, estavam militares ultranacionalistas que instalaram uma campanha de atrocidades para vingar as vítimas do Terror Vermelho; para reprimir qualquer lealdade persistente aos princípios comunistas; e para amedrontar a população visando a obediência à nova ordem. 
Estas unidades, vulgarmente conhecidas como a "Guarda Branca", procederam uma campanha de assassinatos, torturas e humilhações. Execuções sumárias de pessoas que eram suspeitas de fidelidade aos comunistas eram comuns; estas vítimas muitas vezes eram enforcadas em locais públicos para servir como uma advertência aos demais. Mas a definição da Guarda Branca do que era um inimigo do Estado tinha um sentido amplo. Eles também atacavam os camponeses, os politicamente liberais, e muitas vezes os judeus, que foram amplamente responsabilizados pela Revolução uma vez que grande parte da liderança comunista era judia. 
O mais notório dos comandantes das unidades foi Pál Prónay. Outros incluíam Gyula Ostenberg, Anton Lehar e Ivan Hejjas, que concentraram seus esforços na planície húngara em torno da cidade de Kecskemét. Seus destacamentos faziam parte do Exército Nacional, mas tendiam a funcionar como batalhões pessoais na sequência de uma lealdade fanática aos seus comandantes. 

## Segunda fase (pós-1919)
O Exército Nacional assumiu o controle de Budapeste, em novembro de 1919, e quatro meses mais tarde, o almirante Horthy foi nomeado regente de um recém-reconstituído Reino da Hungria. Mas, longe de descontinuar suas campanhas, as unidades reacionárias se expandiram e continuaram aterrorizando seus alvos por quase dois anos mais; a violência politicamente motivada foi transformada de assassinatos e sequestros por rancor a ganhos financeiros. Os oficiais da Guarda Branca começariam a disputar o poder entre si, e conspiravam pelos assassinatos uns dos outros. 

## Fim do Terror Branco
Embora (como conclui o biógrafo de Horthy, Thomas Sakmyster), Horthy fosse conivente em 1919, enquanto os oficiais da Guarda Branca se alastravam pela zona rural, o regente também perceberia claramente o perigo de que estas unidades colocavam para um Estado húngaro recentemente estabilizado após 1920. Ele passaria a tomar medidas para conter o Terror Branco. 
Em 1921, Prónay foi processado por crimes relacionados com a sua campanha de terror. Finalmente, depois que Prónay se juntou a uma tentativa fracassada de restabelecer o rei dos Habsburgos, Carlos I da Áustria ao trono de Hungria, Horthy ordenou que o batalhão fosse dissolvido.
A dissolução do Batalhão de Pronay em janeiro de 1922 é considerado um marco do fim do Terror Branco. 